# Muhlenbergia tenuissima
Muhlenbergia tenuissima là một loài thực vật có hoa trong họ Hòa thảo. Loài này được (J.Presl) Kunth mô tả khoa học đầu tiên năm 1833.